# Bandes dessinées Disney
Les bandes dessinées (ou comics) Disney sont l'ensemble des bandes dessinées dont les droits appartiennent à la Walt Disney Company. La plupart de ces bandes dessinées sont produites sous licence par des éditeurs de différents pays. On parle ainsi de « branches » ou « écoles » américaines, italiennes ou d'autres pays, se distinguant par l'apport d'auteurs différents, l'accent mis sur certains personnages et une « tradition » propre à chacune.
L'étude des bandes dessinées Disney a fait l'objet de plusieurs ouvrages critiques et historiques ainsi que de tentatives de recensement des histoires depuis les années 1970. C'est une vaste production d'origine variée comportant plus de 150 000 histoires ou gags. Par ailleurs, on dénombre plus de 1 500 dessinateurs et scénaristes de bandes dessinées Disney, parmi ceux identifiés.

## Historique

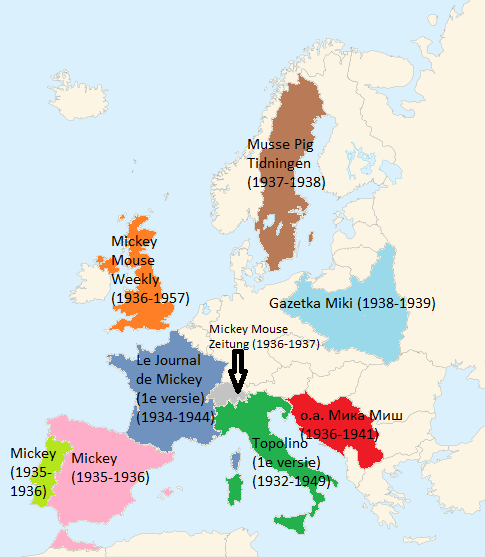
Publications Disney en Europe avant la Seconde Guerre mondiale.

La première bande dessinée (comic strip) Disney est Mickey dans l'île mystérieuse publié dans plusieurs quotidiens américains le 13 janvier 1930 et dessinée par Ub Iwerks. Les premières histoires sont distribuées aux États-Unis par le syndicat de producteurs-éditeurs King Features Syndicate. Iwerks réalise les strips durant un mois puis est remplacé par Win Smith, remplacé au bout de trois mois par Floyd Gottfredson qui dirigera la production de comics jusqu'en 1975.
Durant les années 1930, un grand nombre d'histoires de Mickey apparaissent, aux États-Unis mais également en Europe (Angleterre, Serbie, Italie), parfois sans licence officielle.
Le premier comic Disney est The Mickey Mouse Magazine, qui sort sous une première version en 1930, une seconde en 1932 et une troisième version en 1935, c'est cette dernière qui adoptera dans les années 1940 un format classique pour ce type de publications. Ce nouveau format prend ensuite le nom de Walt Disney's Comics and Stories en octobre 1940 et scelle la relation avec Western Publishing.
Le 10 janvier 1932, une nouvelle série de bande dessinée débute avec une parution hebdomadaire nommée Mickey Mouse Sunday, dessinée par Manuel Gonzales jusqu'en 1962.
La bande dessinée quotidienne de Donald Duck débute elle le 7 février 1938, dessinée par Al Taliaferro jusqu'à sa mort en 1969. Elle est rapidement suivie par une édition hebdomadaire. D'autres publications existent aussi comme les Silly Symphonies (hebdomadaire), les « spéciales films » dédiées aux longs métrages d'animation, les Uncle Remus Sunday (d'après les personnages du film Mélodie du Sud), les Drôle de zoo (Merry Menagerie), True-Life Adventures, Scamp et Winnie l'ourson.
Après la Seconde Guerre mondiale, la production se rationalise et les éditeurs sous licence Disney reprennent les bandes dessinées américaines publiées dans les quotidiens et comic books. Cependant, dans certains pays, le besoin d'histoires nouvelles est tel qu'une production locale apparaît, notamment en Italie et dans les pays scandinaves.
En 1947, Dell Comics lance la publication du comic Uncle Scrooge.
En 1952, un comic Donald Duck est publié de manière mensuelle tandis qu'Uncle Scrooge est repris par Western Publishing. Une publication en néerlandais nommée Donald Duck débute le 25 octobre 1952 aux Pays-Bas.
Pour répondre au besoin international de nouvelles histoires, Disney crée en 1962 le Studio program, un programme de création d'histoires destinées aux magazines en Europe et Amérique du Sud. Ce programme prend fin en 1990, alors que d'autres pays (Brésil, Italie, Danemark et, dans une moindre mesure, France) ont développé leur propre production à la demande de Disney.
En 1986, l'éditeur Gladstone Publishing reprend les publications Disney aux États-Unis, et ce jusqu'en 1990, date à laquelle Disney lance sa propre maison d'édition Disney Comics.
En 1993, Disney arrête son aventure d'éditeur et signe à nouveau avec Gladstone et Marvel Comics, pour quelques titres.
En 2003, Disney accorde la licence de Walt Disney's Comics and Stories à Gemstone.
Le 1er juin 2010, Glénat annonce la publication en bande dessinée des œuvres complètes de Mickey Mouse et Donald Duck en 2011 et 2012 ainsi que de nouvelles histoires.

## Auteurs
Il y a énormément d’auteurs de bande dessinée Disney, alors voici les plus connus :
- Carl Barks  1901-2000
- Romano Scarpa  1927-2005
- Don Rosa  1951
- Casty  1967
- Floyd Gottfredson  1905-1986
- Guido Martina  1916-1991
- Giovan Battista Carpi  1927-1999
- Ted Osborne  1900-1968
- Giorgio Cavazzano  1947
- Merrill De Maris  1898-1948
- Massimo De Vita  1941
- Luciano Bottaro  1931-2006
- Carlo Chendi  1933-2021
- Rodolfo Cimino  1927-2012
- Marco Rota  1942
- Bill Walsh  1913-1975
- Tito Faraci  1965
- Francesco Artibani  1968
- Giorgio Pezzin  1949
- Caterina Mognato  1954
- Massimo Marconi  1945
- Stefano Turconi  1974
- Teresa Radice  1975
- Giuseppe Dalla Santa  1950-2011
- Bruno Sarda  1954
- Alessandro Sisti  1960
- Lorenzo Pastrovicchio  1971
- Silvano Mezzavilla  1944
- Paolo Mottura  1968
- Paul Murry  1911-1989
- Claudio Sciarrone  1972
- Bruno Concina  1942-2010
- Pier Lorenzo De Vita  1909-1990
- Enrico Faccini  1962
- Marco Gervasio  1967
- Carl Fallberg  1915-1996

## Publications
Les différentes productions sont essentiellement publiées par les sociétés de productions dont voici le résumé, elles sont détaillées ci-après.
- États-Unis :
  - Strips quotidiens et planches hebdomadaires : King Features Syndicate
  - Comic-books américains : KK, Western, Dell, Marvel, Acclaim, SLG, Another Rainbow (Gladstone), Gemstone
  - Disney Publishing
- Italie : Mondadori / Disney Italia
- Allemagne : Ehapa
- Danemark : Gutenberghus / Egmont
- Espagne : Grupo Planeta
- France : Édi-Monde / Disney Hachette Presse
- Brésil : Editora Abril
- Pays-Bas : Oberon / GP / VNU
- Japon : Kōdansha (publication uniquement)

## Production par pays

### États-Unis

#### Bandes quotidiennes et planches hebdomadaires
Elles apparaissent en 1930 avec Mickey et se terminent dans les années 1990. Les bandes les plus connues sont celles de Mickey (par Floyd Gottfredson) et de Donald (par Al Taliaferro), mais figurent également les Silly Symphonies, Scamp ou encore Winnie l'ourson.
L'Oakland Post Enquirer est l'unique quotidien américain à avoir publié la première histoire de Mickey dès le premier strip.

#### Comic-Books (KK / Western / Dell)
De 1933 à 1984. Parmi les comics principaux figurent Walt Disney's Comics and Stories, Mickey Mouse, Donald Duck, Uncle Scrooge, The Beagle Boys, Moby Duck, The Phantom Blot, Super Goof, Chip and Dale, Ludwig Von Drake, Huey, Dewey and Louie Junior Woodchucks, Walt Disney Comics Digest, Donald and Daisy. Ces magazines sont publiés par K. K. Publication (avant 1940), Dell jusqu'en 1962, Western Pub. puis Withman.

#### Studio Program
La production dite Studio (pour Studio program) s'étale de 1962 à 1990. Ce « programme » est lancé par la maison mère Disney et est exclusivement destiné aux marchés européens et sud-américains (ou du Mexique), dont le besoin en histoires nouvelles augmente graduellement dans les années 1950, alors que la production d'histoires américaines en comic books est insuffisante.
La plupart des histoires sont écrites par des scénaristes américains, tandis que les dessins proviennent d'auteurs américains puis italiens et sud-américains (notamment dans les années 1970 et 1980, le Jaime Diaz Studio à Buenos Aires). Certaines histoires sont écrites en coproduction  avec Mondadori en Italie ou Gutenberghus au Danemark (comme les histoires de Grand Loup des scénaristes allemands Schaefer).
De nombreux personnages nouveaux sont introduits, le plus célèbre étant sans aucun doute le cousin Popop inventé par Dick Kinney et Al Hubbard. Parmi les autres personnages nouveaux, on trouve Belle Duck, l'agent 0.0. Duck ou encore la reprise de Flairsou, apparu sporadiquement dans une histoire de Barks de 1959.
De nouvelles séries apparaissent également dans le Studio program, notamment Dingo en personnage célèbre de l'histoire.

#### Disney Company
Produites par la Walt Disney Company elle-même, de 1990 au milieu des années 1990, lorsque Disney a décidé de ne pas renouveler la licence de l'éditeur Gladstone Publishing. Le code de ces histoires commence par "K".

#### Marvel / Acclaim / SLG
Depuis le milieu des années 1990, Disney a accordé à divers éditeurs une licence pour la production d'histoires ayant pour héros les personnages de films d'animation récents ou de personnages qui ne font pas partie de l'univers classique de Disney comme les Gargoyles.

#### Another Rainbow / Gladstone
De 1987 à 1990 (Galdstone I) puis à la fin des années 1990 (Gladstone II), l'éditeur américain Gladstone (filiale de Another Rainbow) produit de nouvelles histoires de William Van Horn et Don Rosa.

#### Gemstone
Le 23 juin 2003, Gemstone obtient une licence pour republier des comics classiques Disney.
À partir du milieu des années 2000, l'éditeur américain situé à Baltimore puis York produit quelques histoires de manière anecdotique. Le code de ces histoires est « XU GEM ».

### Pays nordiques et germanophones
Ces marchés sont principalement dominés par l'éditeur Egmont (ex-Gutenberghus) et sa filiale Ehapa. La production débute en 1948 avec Kalle Anka & C:o en Suède suivi en 1951 par Micky Maus en Allemagne publié par Ehapa. Aku Ankka lancé en 1951 en Finlande est édité par Sanoma.
Principaux titres
- Aku Ankka en Finlande
- Donald Duck en Allemagne
- Kalle Anka & C:o en Suède
- Lustiges Taschenbuch en Allemagne
- Micky Maus en Allemagne
- Musse Pigg & C:o en Suède

L'éditeur finlandais Sanoma a produit dans les années 1980 une série d'histoires de Winnie l'ourson, dessinées par Harri Vaalio. La production s'est arrêtée après une dizaine d'histoires, à la suite d'une demande d'Egmont, qui supervisait la production en Europe du Nord.

#### Danemark
La production danoise débute en 1959 avec Niels Rydahl, l'un des premiers dessinateurs danois. Dans les années 1970, la production est intensifiée, sur demande de Disney à Burbank. Beaucoup d'histoires courtes sont produites (pour les plus jeunes), s'inspirant du modèle des comic-books américains. Parmi les auteurs les plus significatifs, on trouve le Chilien Vicar, l'Argentin Daniel Branca pour Donald et l'Espagnol Cesar Ferioli pour Mickey, puis Don Rosa. La production danoise est à l'heure actuelle[Quand ?] la plus importante au monde. Bien que la maison mère ECN soit située à Copenhague, le centre éditorial est partagé entre le Danemark et la Norvège, l'un des pays où la bande dessinée Disney est la plus populaire au monde.
Principaux titres
- Anders And & Co

### Pays-Bas
La production hollandaise démarre en 1953 avec Ed Lucaks, un dessinateur d'origine hongroise. Elle augmente considérablement dans les années 1970 sous l'impulsion de Daan Jippes. Beaucoup d'histoires hollandaises utilisent traditionnellement des personnages comme P'tit Loup, Hiawatha ou encore Bucky Bug.
- Donald Duck (1952-)
- Donald Duck Extra
- Donald Duck Junior
- Duck Out
- Katrien
- Mickey Maandblad (1976 - 1989)

### Italie
La production débute en 1932 avec le dessinateur Giove Toppi. Elle se poursuit dans les années 1930 avec le dessinateur et scénariste Federico Pedrocchi et, après une pause durant la seconde guerre monduiale, redémarre en 1946 avec Guido Martina. Les principaux auteurs italiens de l'après-guerre sont Romano Scarpa, Luciano Bottaro, Giovan Battista Carpi, Giorgio Cavazzano ou encore Pier Lorenzo et Massimo De Vita.
Principaux titres
- Topolino de 1932 à 1949
- Topolino à partir de 1949
- Disney BIG à partir de 2008

### France
La production française débute en 1952 (si l'on excepte quelques couvertures et dessins originaux durant l'entre-deux-guerres), avec la publication d'une histoire à suivre dans le Journal de Mickey no 1 dessiné par Louis Santel (Tenas) et écrite par Pierre Fallot. Dans le no 15 débute la série Mickey à travers les siècles, qui perdure jusqu'en 1978, dessinée presque entièrement par Pierre Nicolas et écrite par l'historien Pierre Fallot puis Jean-Michel le Corfec.
Au début des années 1980, une nouvelle production démarre sous la direction de Patrice Valli et Pierre Nicolas, avec de nouvelles aventures de Mickey, Picsou et Donald. Les dessinateurs les plus connus de cette période sont Claude Marin, Claude Chebille (Gen-Clo), ainsi que des dessinateurs italiens tel Giorgio Cavazzano ou Luciano Gatto. Les scénaristes les plus prolifiques sont Michel Motti et Pierre-Yves Gabrion. À partir du milieu des années 1980, l'éditeur Hachette fait appel à des dessinateurs espagnols (pour la plupart) du studio Comicup à Barcelone, dont Maximino Tortajada ou César Ferioli.
Un des personnages les plus appréciés des productions françaises est Génius (en 4e de couverture du Journal de Mickey - dessins Comicup, scénarios de François Corteggiani et de Didier Le Bornec), une création américaine. Les Bébés Disney - dessinés par Claude Marin - sont également une des séries phares des années 1980 et 1990.
À la fin des années 1980, la production se diversifie avec l'apparition de bandes de Winnie l'ourson, Hiawatha ou Grand Loup. En 1984, Jean-Luc Cochet prend la direction du secteur BD de ce qui est encore la société Edi Monde, rue de Berri à Paris (laquelle va devenir Disney Hachette Presse, et déménagera à Levallois-Perret en partie rachetée par le groupe Filipacchi, puis Lagardère). L'univers BD Disney est alors totalement bouleversé par les auteurs français (dont François Corteggiani, Didier Le Bornec, Alain Clément, puis Gilles Corre, dit Erroc). Dans le magazine P'tit Loup, Grand Loup et son fils vivent le plus souvent à la ville et sont habillés de manière moderne. Les Petits Cochons disparaissent. Certains personnages nouveaux sont par la suite introduits, comme Michel Souris ou Marie-Loup, la fiancée de Grand Loup, tous deux imaginés par le scénariste Didier Le Bornec. Mais on peut avancer que cette nouvelle image Disney, et du Journal de Mickey surtout, provient de l'influence de personnes venues tout droit de l'hebdomadaire de BD Pif Gadget (F. Corteggiani, G. Corre, J.-L. Cochet, Motti, J. Tabary, Yannick, Jacques Lelièvre dit Jack L.) et de nouveaux éléments proches de cette mouvance BD située plus à gauche.
Disney Hachette Presse a arrêté la production de nouvelles histoires en 2009, sauf pour les Mickey Énigme, Les petits boulots de Donald et quelques exceptions, pour la collection Disney By Glénat par exemple. Fin 2022 sortent deux histoires courtes issus d'un concours d'écriture organisé par Picsou Magazine et dessiné par Ulrich Schröder, pour les 50 ans de Picsou Magazine et les 75 ans de Picsou.

#### Principaux titres
- Hardi présente Donald (1947-1953)
- Mickey Poche (1974-1988)
- Mickey Aventure (1993-1995)
- Mickey Mystère (1993-1996)
- Mickey Parade Géant (1980-2023)
- Le Journal de Mickey (1934-1944 / 1952-)
- Picsou Magazine (1972-)
- Super Picsou Géant (1983-)
- Les chroniques de Fantomiald (2017-)

### Brésil
Les premières histoires de Mickey Mouse ont été publiées en 1930 dans le magazine O Tico Tico sous le nom Ratinho Curioso (la « Souris curieuse »). En 1934, les histoires sont publiées dans le  Suplemento Juvenil du journal d'Adolfo Aizen. En 1945, Aizen en visite en Argentine rencontre les frères Civita qui ont fondé Editora Abril quelques années auparavant et dès l'année suivante ils forment un partenariat pour lancer un magazine avec des personnages Disney sous licence, nommé Seleções Coloridas qui est alors édité par Editora Brasil-América (EBAL), société fondée le 18 mai 1945.
À partir de 1950, Abril s'installe au Brésil sous le nom Editora Primavera. La première publication Pato Donald débute le 12 juillet 1952. Depuis les années 1950 l'éditeur Editora Abril produit ses propres histoires avec des dessinateurs comme Jorge Kato, dont le style est très inspiré de celui de Barks. Dans les années 1960 et 1970, Renato Canini, l'un des plus grands auteurs de bandes dessinées Disney, dessine un nombre important d'histoires dans un style underground, et développe l'univers de José Carioca. Dans les années 1970 et 1980, Abril intensifie la production. Parmi les personnages récurrents des histoires brésiliennes, hormis José Carioca, figurent Daisy (devenue féministe) et Popop. Parmi les auteurs les plus prolifiques figurent le scénariste Arthur Faria Jr. et le dessinateur Irineu Soares Rodriguez.
À la fin des années 1990, la production brésilienne cesse, pour redémarrer à nouveau pendant une brève période dans les années 2000. Seules quelques histoires ont été produites récemment, lors d’évènements exceptionnels.
Le 8 juin 2018, Editora Abril confirme l'arrêt des publications des bandes dessinées Disney. Le 22 février 2019, Editora Culturama annonce sa reprise des publications de bandes dessinées Disney à partir de mars 2019. En juillet 2020, Editora Culturama prévoit à partir de septembre 2020 de publier de nouvelles histoires de Zé Carioca dans le magazine Aventuras Disney.
Principaux titres
- Abril
  - Mickey
  - Pato Donald
  - Tio Patinhas
  - Zé Carioca
- Culturama
  - Aventuras Disney

### Autres productions
- Royaume-Uni

La production anglaise débute dans les années 1930 principalement dans Mickey Mouse Weekly, avec des dessinateurs comme Wilfred Haughton, Ronald Neilson, Williem A. Ward ou Basil Reynolds. Elle s'éteint petit à petit dans les années 1950 et 1960. Dans les années 2000, les histoires publiées dans Disney Princess (à travers le monde), sont produites par Egmont UK.
- Égypte

L'éditeur local a produit ses propres histoires dans les années 1960. Il existe très peu d'informations à ce sujet. Les histoires avaient un style très particulier et se passaient souvent en Égypte.
- Argentine

Les éditeurs argentins ont produit quelques dizaines d'histoires dans les années 1940, dessinées par Luis Destuet, qui a par la suite contribué au Studio Program.
- Serbie

Divers histoires nouvelles ont été publiées Serbie dans les années 1930, dessinées notamment par Vlastimir Belkic.
- Japon

La maison d'édition danoise Egmont a produit des histories dans un style manga, spécialement pour le marché japonais, dans les années 1990 et 2000. Des histoires de Carl Barks ont été redessinées, notamment par Shiro Shirai (白亥志郎). Récemment, des histoires pour Disney Princess et W.I.T.C.H. sont produites par l'éditeur Enterbrain (株式会社エンターブレイン).
- Belgique

Le dessinateur Louis Santel est l'auteur d'une histoire longue et quelques gags produits pour Mickey Magazine dans les années 1950.
- Turquie

On connait au moins une histoire turque publiée en 1941 dans Yavrutürk.
- Disney Publishing Worldwide[25]

Il s'agit d'une filière pour la publication mondiale. Elle adapte entre autres les films Disney/Pixar en Bandes Dessinées et sort aussi des séries mettant en scène l'univers de Donald Duck et Mickey Mouse, comme Young Donald Duck, Minnie et Daisy Spy Power ou encore Le chevalier déjanté.